# Altmarks voetbalkampioenschap 1910/11
In 1910/11 werd het eerste Altmarks voetbalkampioenschap gespeeld, dat georganiseerd werd door de Midden-Duitse voetbalbond. Preußen Stendal werd kampioen en plaatste zich voor de Midden-Duitse eindronde. De club had een bye in de eerste ronde en verloor dan met zware 0-12 cijfers van FuCC Cricket-Viktoria Magdeburg. 

## 1. Klasse

### Ostbezirk
| Plaats | Club                      | Wed. | W | G | V | Saldo | Ptn. |
| ------ | ------------------------- | ---- | - | - | - | ----- | ---- |
| 1.     | RBC 1909 Rathenow         |      |   |   |   |       |      |
| 2.     | 1. FC Saxonia Tangermünde |      |   |   |   |       |      |
| 3.     | FC Spartanus 06 Rathenow  |      |   |   |   |       |      |
| 4.     | Rathenower FC 1909        |      |   |   |   |       |      |

|  | Geplaatst voor finale |

### Westbezirk
| Plaats | Club                        | Wed. | W | G | V | Saldo | Ptn. |
| ------ | --------------------------- | ---- | - | - | - | ----- | ---- |
| 1.     | SC Preußen Stendal          |      |   |   |   |       |      |
| 2.     | FC Viktoria 1909 Stendal    |      |   |   |   |       |      |
| 2.     | FC Herta 1909 Wittenberge   |      |   |   |   |       |      |
| 4.     | FC Minerva 1909 Wittenberge |      |   |   |   |       |      |

### Finale
|  |                   |       |                    |  |
|  | RBC 1909 Rathenow | 5 – 2 | SC Preußen Stendal |  |
|  |                   |       |                    |  |

Om een onbekende reden werd Ratheow gediskwalificeerd en ging Stendal naar de eindronde. 